# 13822 Stevedodson
13822 Stevedodson è un asteroide della fascia principale. Scoperto nel 1999, presenta un'orbita caratterizzata da un semiasse maggiore pari a 2,3153605 UA e da un'eccentricità di 0,1662810, inclinata di 2,91868° rispetto all'eclittica.